# Kalmosaari (ö i Vieremä)
Kalmosaari är en liten ö i Saarisjärvisjön i Finland. Ordet kalmosaari åsyftar antagligen att ön har varit begravningsplats. Ön ligger i sjön Saarisjärvi och i kommunen Vieremä i den ekonomiska regionen  Övre Savolax och landskapet Norra Savolax, i den centrala delen av landet, 400 km norr om huvudstaden Helsingfors. Öns area är 0,1 hektar och dess största längd är 50 meter i sydöst-nordvästlig riktning.